# Интерполяционная формула Гаусса
Интерполяцио́нная фо́рмула Га́усса — формула, использующая в качестве узлов интерполяции ближайшие к точке интерполирования {\displaystyle x} узлы. Строится с помощью интерполяционной формулы Ньютона.
Пусть необходимо интерполировать некоторую функцию {\displaystyle f}. Если {\displaystyle x=x_{0}+th}, где {\displaystyle x_{0}} — некоторая начальная точка, {\displaystyle h>0}, то формула
{\displaystyle G_{2n}(x_{0}+th)=f_{0}+f_{1/2}^{1}t+f_{0}^{2}{t(t-1) \over 2!}+\ldots +f_{1/2}^{2n-1}{\frac {t(t^{2}-1)\ldots [t^{2}-(n-1)^{2}]}{(2n-1)!}}+f_{0}^{2n}{t(t^{2}-1)\ldots [t^{2}-(n-1)^{2}](t-n) \over (2n)!},}
написанная по узлам {\displaystyle x_{0},~x_{0}+h,~x_{0}-h,\ldots ,~x_{0}+nh,~x_{0}-nh}, называется формулой Гаусса для интерполирования вперёд, а формула
{\displaystyle G_{2n}(x_{0}+th)=f_{0}+f_{-1/2}^{1}t+f_{0}^{2}{t(t+1) \over 2!}+\ldots +f_{-1/2}^{2n-1}{t(t^{2}-1)\ldots [t^{2}-(n-1)^{2}] \over (2n-1)!}+f_{0}^{2n}{t(t^{2}-1)\ldots [t^{2}-(n-1)^{2}](t+n) \over (2n)!},}
написанная по узлам {\displaystyle x_{0},~x_{0}-h,~x_{0}+h,\ldots ,~x_{0}-nh,~x_{0}+nh}, называется формулой Гаусса для интерполирования назад.
В обеих формулах использованы конечные разности, определяемые следующим образом:
{\displaystyle f_{i}=f(x_{i}),\;f_{i+1/2}^{1}=f_{i+1}-f_{i},\;f_{i}^{m}=f_{i+1/2}^{m-1}-f_{i-1/2}^{m-1}}
Преимущество интерполяционной формулы Гаусса состоит в том, что указанный выбор узлов интерполяции обеспечивает наилучшую оценку остаточного члена по сравнению с любым другим выбором, а упорядоченность узлов по мере их близости к точке интерполяции уменьшает вычислительную погрешность интерполирования.